# Луций Вителлий (консул 34 года)

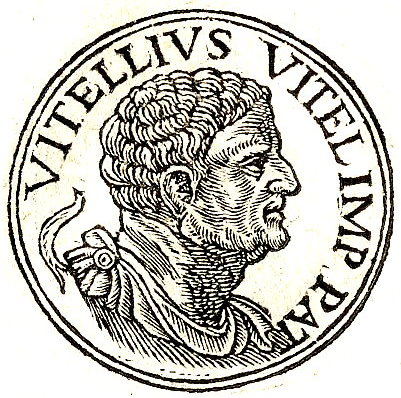
Луций Вителлий.

Лу́ций Вите́ллий (лат. Lucius Vitellius; 10 до н. э. — 51 н. э.) — древнеримский военный и политический деятель эпохи ранней Империи, ординарный консул 34 года.

## Биография

### Служба в Сирии
Луций происходил из всаднического рода и приходился сыном Публию Вителлию. С молодых лет Луций входил в окружение Антонии Младшей и оказывал ей различные услуги, а также был близким другом её сына Клавдия. В 34 году он избирается ординарным консулом совместно с Павлом Фабием Персиком. Вместе с ним он организовал празднования в честь второго десятилетия правления Тиберия.
В 35 году Вителлий был назначен легатом-пропретором Сирии, где приобрёл славу храброго воина. Тиберий поручил Вителлию оказать помощь Тиридату, претенденту на парфянский престол, для свержения царя Артабана III. Под угрозой военного вторжения Вителлий помешал Артабану организовать успешное сопротивление иберийскому царю Фарасману и его брату Митридату, которые оккупировали Армению. Наконец, Артабан вынужден был очистить эту территорию. Потеря Армении привела к резкому снижению популярности Артабана в Парфии, и в результате он был свергнут Синнаком при подстрекательстве Вителлия. Луций Вителлий и Тиридат с римскими легионами переправились на левый берег Евфрата. Здесь Вителлий, убедившись в том, что парфяне признали Тиридата царём, вернулся в Сирию.
В 36 году Вителлий направил легата Марка Требеллия Максима для подавления восстания клитов в Каппадокии. В феврале 37 года Вителлий получил приказ Тиберия объявить войну Арете IV, царю Набатейского государства, который напал на Ирода, тетрарха Иудеи. С двумя легионами Вителлий двинулся к Петре через Иудею. Там он рассмотрел жалобу самарян на действия префекта Иудеи Понтия Пилата, назначив вместо него Публиция Марцелла, а Пилату приказал отправиться в Рим и ответить на обвинения перед императором. После этого Вителлий посетил Иерусалим, освободил евреев от налога на продажу плодов, вернул в их распоряжение религиозную святыню (одеяние первосвященника), сместил первосвященника Каиафу и заменил его на Ионатана. В Иерусалиме Вителлий получил известие о смерти Тиберия и вернулся в Антиохию.
В это время Артабан набрал в горных сатрапиях войско из скифов и начал войну за возвращение парфянского престола. В результате Тиридат бежал в Сирию. Согласно указаниям, полученным ещё от Тиберия, Вителлий встретился с ним на мосту посреди Евфрата и заключил договор. Рим признал царём Парфии Артабана II, который отдал почести римским военным значкам и изображениям императора, передал римлянам своего сына в качестве заложника. Армения получила независимость от Парфии, и её царём был признан римский ставленник Митридат.

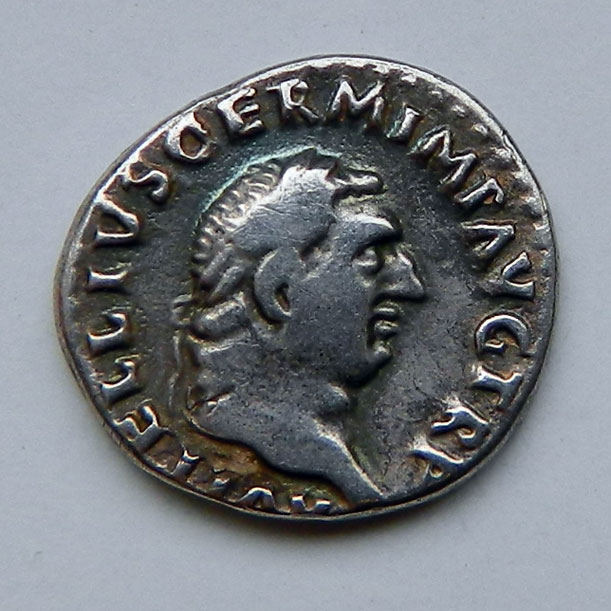
Изображение Вителлия на монете

### В Риме
В 39 году император Калигула отозвал Вителлия из Сирии с намерением казнить его по подозрению в заговоре. Впрочем, Вителлий сумел смягчить императора, обратившись к нему с униженной мольбой о пощаде и раболепной лестью. Калигула помиловал Вителлия и включил его в своё ближайшее окружение. С этих пор Вителлий потерял всеобщее уважение за своё позорное поведение.
После смерти Калигулы Вителлий пользовался доверием императора Клавдия, благодаря чему получил огромное влияние при дворе, но тем не менее продолжал льстить и заискивать перед императором, его женой Мессалиной и вольноотпущенниками Нарциссом и Паллантом. Являясь союзником Мессалины в борьбе за её влияние и власть, за его поддержку Мессалина дозволила ему заботиться о её обуви. Показывая свою преданность, он носил одну из туфель Мессалины у себя на груди, под тогой, и, периодически вытаскивая оттуда, прилюдно покрывал её поцелуями.
В 43 году Луций Вителлий вторично занял должность консула совместно с Клавдием. Во время своей каденции руководил всеми государственными делами, когда император уехал на войну в Британию. В 44 году стал членом коллегии арвальских братьев. В 47 году снова вместе с императором был избран консулом в третий раз, а в следующем году он становится цензором (опять-таки, вместе с Клавдием). По совету Вителлия Клавдий приговорил к смерти Децима Валерия Азиатика, по наущению Мессалины обвиняемого в государственной измене.
В октябре 48 года Вителлий сопровождал императора Клавдия по пути в Остию. В это время в Риме Мессалина объявила о разводе с Клавдием и вышла замуж за Гая Силия. Вольноотпущенник Клавдия Нарцисс, который был враждебен Мессалине, не позволил Вителлию смягчить гнев императора по отношению к ней. Нарцисс настойчиво требовал, чтобы Вителлий откровенно высказался по этому делу, однако, тому удалось увернуться и не сказать ничего определённого. Мессалина была казнена, но Вителлию вскоре удалось добиться милости Агриппины, которая добивалась брака с Клавдием. Он обвинил в кровосмешении Луция Силана, который был помолвлен с Октавией, дочерью Клавдия. Это привело к разрыву помолвки и самоубийству Силана, а новым женихом Октавии стал сын Агриппины, Нерон. Намеченный брак Клавдия и Агриппины представлял трудности ввиду того, что Агриппина была племянницей Клавдия, однако, Вителлий добился постановления сената, которое позволяло подобные браки.
В 51 году сенатор Юлий Луп обвинил Вителлия в оскорблении величия римского народа и намерении захватить власть, однако, благодаря поддержке Агриппины Вителлий был оправдан, а его обвинитель изгнан. Вскоре после этого Вителлий умер от удара. Был похоронен за государственный счёт, его статуи были выставлены на форуме.

## Семья и потомки
Известно, что супругой Луция являлась Секстилия — предполагаемая дочь монетария времён принципата Марка Секстилия, сына Квинта, и некой Фабии, дочери Публия. В этом союзе родилось, по крайней мере, двое детей: старший, носивший отцовский преномен, благодаря протекции могущественной Валерии Мессалины в 48 году смог получить консульство; младший, Авл, в 69 году некоторое время управлял Римом как император.